# Антоніо Перера
Антоніо Перера (ісп. Antonio Perera, нар. 8 червня 1997, Бадахос) — іспанський футболіст, півзахисник болгарського клубу «Ботев» (Пловдив). Виступав також за низку іспанських і закордонних клубів. Володар Кубка Болгарії.

## Ігрова кар'єра
Антоніо Перера народився 1997 року в місті Бадахос. Займався в юнацьких команд футбольних клубів «Хевора», «Флеча Негра» та «Діосесано». У 2016 році Перера розпочав грати у фарм-клубі клубу «Естремадура» «Естремадура УД Б», а в 2017 році грав за першу команду клубу «Естремадура». У 2017 році футболіст перейшов до клубу «Алавес», проте до 2020 року грав у другій команді клубу, а в першій команді так і не зіграв, і з 2020 до 2022 року грав у оренді в хорватському кллубі"Істра 1961".
З 2022 року іспанський півзахисник грає у складі болгарського клубу «Ботев» (Пловдив). У складі команди футболіст у сезоні 2023—2024 років став володарем Кубка Болгарії.

## Титули і досягнення
- Володар Кубка Болгарії (1):

«Ботев» (Пловдив): 2023–2024